# Juan Garrido Donaire
Juan Garrido Donaire (Colomera,1902 - La Hulpe (Bèlgica) 27 abril 1975) Conegut com Ollafría, fou un guerriller republicá que actuà a les províncies de Jaén i Granada durant la Postguerra espanyola. Morí a l'exili.

## Biografia
Fill de Paulo i Maria, havia nascut a Colomera el 18 maig 1902. Tot i ser d'una família molt pobra, sabia llegir, escriure i les quatre regles d'aritmètica. Treballava de jornaler i es casà molt jove amb Leonor Martín Pajares amb la qual tingué sis fills. El sobrenom d'Ollafría li venia per la impaciència a l'hora dels apats, sempre de pressa i corrents per tornar a la feina. Republicà convençut i afiliat a la UGT, a l'acabar la Guerra Civil, fou torturat i empresonat. Un cop alliberat, fou enviat a un camp de treball del qual desertà. Sense cap possibilitat de reintegrar-se a la societat, fugí a les muntanyes i s'uní a la partida del llibertari Manuel Castillo Capilla, àlies Salsipuedes, que havia ostentat el grau de capità de l'Exèrcit Popular de la República i es movia entre la Sierra de Valdepeñas de Jaén, Alcalà la Real, Sierra del Trigo i la zona nord de Granada, Sierra de Trujillos, Iznalloz, Colomera i Moclín. A inicis de 1943, Salsipuedes morí en un enfrontament amb la Guàrdia Civil. Juan Garrido passà a liderar el nou grup, la Partida de Ollafría, format per alguns familiars i supervivents d'altres formacions. Tots tenien renoms: el Chorra, el Tomatero, el Cogollero, el Tuerto de Carapila, els germans Loco rizado i Tito rizado, el Pirri, el Sordo, els germans Castillitos, el Chamarra, el Santillo, el Pelucas...etc. Tenien la base a la Sierra del Pozuelo i Sierra de Parampanda. Juan Garrido es refugiava en una cova inexpugnable, al paratge de la Loma del Medio, a prop de Colomera i de tant en tant, s'arriscava a visitar la família.
Els integrants del Maquis, s'autofinançaven amb atracaments, que ells denominaven expropiacions, robatoris i segrestos de persones adinerades. Les armes les aconseguien fent sabotatges i assaltant les casernes de la Guàrdia Civil, els enfrontaments es saldaven amb morts i ferits en ambdós bàndols. Eren temuts i considerats bandolers perillosos i com a tals perseguits a mort. Llurs cadàvers eren exposats durant dies a les places dels pobles com a escarment. Els familiars, o qualsevol que els donés aixoplug, era considerat còmplice i sotmès a registres, vexacions, tortures i presó, com fou el cas de Leonor Martín Pajares, l'esposa d'Ollafría, detinguda el 1945 i condemnada a vuit anys de reclusió, dels quals en complí tres a la presó Modelo de Granada amb la tia Silvèria, mentre Maria Garrido, la filla menor d'edat, quedava retinguda durant tres mesos a la Presó d'Iznalloz i la resta de germans vagaven desemparats.
Delmats i esgotats, després de gairebé nou anys de lluita clandestina, Juan Garrido Ollafría, Antonio Expósito El Chavico i els germans Antonio i José Castillo Los Castillitos, ajudats pel comitè provincial de la CNT van aconseguir arribar a Cadis amb salconduits falsos i embarcar rumb a Tànger. Detinguts en arribar i a punt de ser extradits, van aconseguir l'estatus de refugiats polítics. Garrido es traslladà a Casablanca i aconseguí feina com a fuster. El 1951, la seva família de Colomera, en la pobresa més absoluta, va emigrar a Catalunya i es va instal·lar en una barraca del Turó d'en Caritg, al barri de La Salut (Badalona).A mitjans dels anys 60, Leonor va aconseguir reunir-se amb el seu marit Ollafría al Marroc i el 1969 amb passaport de refugiats polítics, es van traslladar a Bèlgica, on van viure els últims anys de la seva vida al Centre de Solidarité Social de La Hulpe, un poblet a 18 km. de Brussel·les. Ollafría treballà de jardiner per afegir diners a la petita pensió que rebia com a exiliat polític. Tres dels seus fills també es van traslladar a Bèlgica. La filla Maria i la resta de la família el van visitar poc abans de morir i va poder conèixer alguns néts, una de les quals, Montserrat Fernández Garrido, anys més tard esdevindria advocadessa i dirigent feminista i explicaria la història familiar en el llibre Tres generaciones rebeldes.